# Robert Wise
Robert Wise (10. rujna 1914. – 14. rujna 2005.), američki filmski montažer, redatelj i producent, dobitnik Oscara za režiju i produkciju.
Za razliku od redatelja poput  Stanleyja Kubricka, koji su uvijek željeli svoju redateljsku viziju prenijeti na platno, Wise je dopuštao da priča diktira stil (a nekad i studio). Međutim, kasniji kritičari, kao što je Martin Scorsese, inzistirat će na tome da je, unatoč Wiseovoj koncentraciji na stilsku perfekciju u okvirima žanra i budžeta, njegov izbor djela više u funkciji Wisea kao umjetnika, a ne zanatlije. Bez obzira na sve, Wiseov pristup donijet će mu veliki uspjeh u mnogim tradicionalnim filmskim žanrovima: od horora preko noira do  vesterna, ratnih filmova, SF-a, mjuzikla i drame.

## Životopis
Rođen u Winchesteru, Indiana, Wise je svoju filmsku karijeru počeo u studiju RKO kao montažer zvuka i glazbe, ali je ubrzo zaradio nominaciju za montažu filma Građanin Kane, 1941. Wise je bio zadnji preživjeli član filmske ekipe.
Wise je pohađao srednju školu u Connersvilleu, Indiana, a školski auditorij je dobio ime po njemu, Robert E. Wise Center for Performing Arts.
U ožujku 1987. je preuzeo Oscara za najboljeg glumca umjesto odsutnog  Paula Newmana, koji je nagradu dobio za film Boja novca.

### Redateljska karijera
Prvi redateljski posao bilo mu je snimanje dodatnih scena za Wellesov film The Magnificent Ambersons, a onda je debitirao s hororom The Course of the Cat People iz 1944., zajedno s holivudskim producentom i redateljem horora, Valom Lewtonom. Suradnja će uroditi s još nekoliko poznatih horor filmova.
1947. je režirao klasik noira Rođen da ubija, s  Lawrenceom Tierneyjem,a dvije godine poslije boksački film The Set-Up. Wiseovo nelinearno korištenje vremena izvršit će utjecaj na kasnije noir filmove kao što su Pljačka Stanleyja Kubricka i Pakleni šund  Quentina Tarantina.
U pedesetima je Wise dokazao kako se snalazi u mnogim žanrovima, od SF-a u filmu Dan kad je Zemlja stala, preko melodramatskog So Big, do filma Želim živjeti!, za kojeg je nominiran za Oscara za režiju.
1961. se udružio s  Jeromeom Robbinsom kako bi snimio  Priču sa zapadne strane, mjuzikl za koji je nagrađen Oscarima za režiju i najbolji film. Ponovio je ovo dostignuće s filmom iz 1965., Moje pjesme, moje snovi.
Moje pjesme, moji snovi je bio film koji je Wise snimio kako bi smirio studio jer je pripremao tešku produkciju filma Misija u Kini, sa  Steveom McQueenom,  Richardom Attenboroughom i Candice Bergen. Iako radnjom smješten na kraj dvadesetih godina u  Kini, teme su se odnosile na tada aktualni Vijetnamski rat pa su se činile bezvremenskima.
U sedamdesetima je režirao filmove kao što su The Andromeda Strain, Hindenburg, horor Audrey Rose i prvi film  Zvjezdane staze. 1989. je režirao svoj posljednji dugometražni film, Rooftops.
Iako na zalasku karijere, Wise je ostao aktivan u produkciji DVD verzija svojih filmova, čak se pojavljujući na promocijama tih filmova.
Wise je bio predsjednik Udruženja redatelja Amerike i Akademije filmskih umjetnosti i znanosti.
Nakon srčanog udara u svojem domu, odveden je u kalifornijsku sveučilišnu bolnicu, gdje je umro od zatajenja srca. Umro je 14. rujna 2005., četiri dana nakon svog rođendana.

## Izabrana filmografija
- Mademoiselle Fifi (1944.)
- The Curse of the Cat People (1944.)
- The Body Snatcher (1945.)
- Game of Death (1945.)
- Rođen da ubija (1947.)
- Krv na mjesecu (1948.)
- The Set-Up (1949.)
- Dvije zastave na zapad (1950.)
- So Big (1953.)
- Odredište Gobi (1953.)
- Pustinjski štakori (1953.)
- Želim živjeti! (1958.)
- Priča sa zapadne strane (1961.)
- Moje pjesme, moji snovi (1965.)
- Misija u Kini (1966.)
- The Andromeda Strain (1971.)
- Hindenburg (1975.)
- Audrey Rose (1977.)
- Zvjezdane staze (1979.)

## Vanjske poveznice
- Robert Wise u internetskoj bazi filmova IMDb-u (engl.)